# Korven Kuningas
Korven Kuningas (in finlandese "re delle foreste") è il quinto album in studio del gruppo musicale finlandese Korpiklaani, pubblicato nel 2008 dalla Napalm Records.

## Tracce
1. Tapporauta - 4:12
2. Metsämies - 3:00
3. Keep On Galloping - 4:09
4. Northern Fall - 3:04
5. Shall We Take A Turn? - 3:27
6. Paljon on koskessa kiviä - 3:44
7. Ali jäisten vetten - 4:08
8. Gods On Fire - 3:48
9. Kipakka (strumentale)
10. Kantaiso - 4:08
11. Kipumylly - 3:50
12. Suden joiku - 4:22
13. Runamoine - 4:03
14. Syntykoski syömmehessäin  - 3:05
15. Korven kuningas - 21:56
16. Nuolet nomalan (digipack bonus track) - 3:56

## Formazione
- Jonne Järvelä - voce, chitarra
- Hittavainen - violino, jouhikko, flauto
- Matti "Matson" Johansson - batteria
- Jarkko - basso
- Cane - chitarra
- Juho Kauppinen - fisarmonica